# Mohamed Ibrahim Bouallou
 (mars 2023).
La mise en forme du texte ne suit pas les recommandations de Wikipédia : il faut le « wikifier ».
Les points d'amélioration suivants sont les cas les plus fréquents. Le détail des points à revoir est peut-être précisé sur la page de discussion.
- Les titres sont pré-formatés par le logiciel. Ils ne sont ni en capitales, ni en gras.
- Le texte ne doit pas être écrit en capitales (les noms de famille non plus), ni en gras, ni en italique, ni en « petit »…
- Le gras n'est utilisé que pour surligner le titre de l'article dans l'introduction, une seule fois.
- L'italique est rarement utilisé : mots en langue étrangère, titres d'œuvres, noms de bateaux, etc.
- Les citations ne sont pas en italique mais en corps de texte normal. Elles sont entourées par des guillemets français : « et ».
- Les listes à puces sont à éviter, des paragraphes rédigés étant largement préférés. Les tableaux sont à réserver à la présentation de données structurées (résultats, etc.).
- Les appels de note de bas de page (petits chiffres en exposant, introduits par l'outil «  Source ») sont à placer entre la fin de phrase et le point final[comme ça].
- Les liens internes (vers d'autres articles de Wikipédia) sont à choisir avec parcimonie. Créez des liens vers des articles approfondissant le sujet. Les termes génériques sans rapport avec le sujet sont à éviter, ainsi que les répétitions de liens vers un même terme.
- Les liens externes sont à placer uniquement dans une section « Liens externes », à la fin de l'article. Ces liens sont à choisir avec parcimonie suivant les règles définies. Si un lien sert de source à l'article, son insertion dans le texte est à faire par les notes de bas de page.
- La présentation des références doit suivre les conventions bibliographiques. Il est recommandé d'utiliser les modèles {{Ouvrage}}, {{Chapitre}}, {{Article}}, {{Lien web}} et/ou {{Bibliographie}}. Le mode d'édition visuel peut mettre en forme automatiquement les références.
- Insérer une infobox (cadre d'informations à droite) n'est pas obligatoire pour parachever la mise en page.

Pour une aide détaillée, merci de consulter Aide:Wikification.
Si vous pensez que ces points ont été résolus, vous pouvez retirer ce bandeau et améliorer la mise en forme d'un autre article.
Mohamed Ibrahim Bouallou est un écrivain marocain, né en 1936 à Salé et mort le 23 février 2024, à Rabat. Il est considéré comme l'un des pionniers de la nouvelle au Maroc,, et connu pour son intérêt pour les questions sociales marocaines. 

## Carrière
Mohamed Ibrahim Bouallou a travaillé comme maître de conférences à la Faculté des lettres et des sciences humaines de Rabat. Il est le fondateur de la revue Aqlam en 1963. Il a publié ses écrits sur un certain nombre de journaux et magazines : Al-Tahrir, Opinions publique (Syrie), Palestine, Al-Muharir, L'Union socialiste, et d'autres. 

## Publications
Mohamed Brahim Bouallou a écrit un certain nombre d'ouvrages décrivant la réalité de la misère et des privations que les Marocains ont endurées tout au long des années soixante. La plupart d'entre eux ont été publiés dans la presse nationale, avant qu'il ne les publie dans des recueils sous le nom « Le Plafond », 1970. 
On retient de ses ouvrages :
- Arba'at Tullab (Quatre étudiants) : pièce de théâtre[3]
- Le Puits profond (1964) : pièce de théâtre ; présentation et traduction en français par Michel Barbot, revue Orient, 1966, p.71-99 [3]
- Le Plafond : nouvelles
- Premier tour : pièce de théâtre
- Quatre élèves : pièce de théâtre
- Le chevalier et le cheval : nouvelle
- L'accord : pièce de théâtre
- Le retour des bâtards : agissons, documents du XXe siècle : trois pièces de théâtre
- 50 histoires en 50 minutes : nouvelles
- Évasion : roman
- Les poissons et le pêcheur : nouvelle
- Cela te concerne : nouvelle
- La grande image: nouvelle

## Hommage
Un Prix Mohamed Brahim Bouallou (en) est décerné à des auteurs marocains de nouvelles depuis 2007.